# فلوريان نويهولد
فلوريان نويهولد (بالألمانية: Florian Neuhold)‏ (6 يوليو 1993 في النمسا - ) هو لاعب كرة قدم نمساوي في مركز قلب الدفاع. شارك مع منتخب النمسا تحت 17 سنة لكرة القدم ومنتخب النمسا تحت 18 سنة لكرة القدم ومنتخب النمسا تحت 19 سنة لكرة القدم ومنتخب النمسا تحت 21 سنة لكرة القدم ومنتخب النمسا لكرة القدم. أما مع النوادي، فقد لعب مع أدميرا فاكر مودلينغ وشتورم غراتس ولاسك لينتس ونادي رايندورف آلتاخ ونادي كارنتين ونادي كلاغنفورت.

## وصلات خارجية
- فلوريان نويهولد على موقع قاعدة بيانات كرة القدم.إي يو (الإنجليزية)
- فلوريان نويهولد على موقع Soccerway.com (الإنجليزية)
- فلوريان نويهولد على موقع عالم كرة القدم.نت (الإنجليزية)